# زاندرسلبن
زاندرسلبن (به آلمانی: Sandersleben) یک منطقهٔ مسکونی در آلمان است که در آرناشتاین، زاکسن-آنهالت واقع شده‌است. زاندرسلبن ۱٬۹۸۸ نفر جمعیت دارد.